# جائزة أستراليا الكبرى 1976
جائزة أستراليا الكبرى 1976 هو سباق فورمولا 1 أقيم بتاريخ 12 سبتمبر 1976 في ملبورن، فيكتوريا.